# G.E.C. Gad
Gottlieb Ernst Clausen Gad (født 25. september 1830 i København, død 21. juni 1906 i Espergærde) var en dansk forlægger og boghandler, grundlægger af Gads boghandel og Gads Forlag.
Gad var søn af biskop Peter Christian Stenersen Gad og Sophie Georgia f. Clausen. I 1845 kom den unge G.E.C. Gad i lære hos Gyldendal og fik her, under Jacob Deichmann og Frederik Vilhelm Hegel, en grundig uddannelse i alle facetter af boghandelsfaget. I 1855 oprettede han en sortimentsboghandel i Vimmelskaftet i København og blev året efter forretningsfører i Forlagsbureauet, hvis ledende skikkelse han var, indtil han fuldstændigt overtog det 1893.
Gad fik en god tilknytning til Københavns Universitet og fik i 1882 værdigheden som universitetsboghandler. Han havde en betydelig rolle i udgivelsen af Nordisk Konversationsleksikon (Nordisk Conversations-Lexikon) og ikke mindst J.P. Traps kendte serie af topografiske håndbøger. Hans forlags særlige felter var teologi, jura og historie samt lærebøger og faglitteratur, deriblandt Ugeskrift for Retsvæsen.
Han nød stor anseelse blandt sine kolleger og var 1897-1902 formand for Den danske Boghandlerforening, som han også blev æresmedlem af. Han var Ridder af Dannebrog.
Han fik i 1897 arkitekten Vilhelm Klein til at tegne firmaets nye domicil i Vimmelskaftet i København. Huset rummede indtil 27. juli 2009 boghandel og forlag, hvorefter den måtte lukke efter en huslejestigning.
Den 25. juli 1862 blev han gift med Dorthea Marie Tønsberg (16. juni 1840 – 24. juli 1889), datter af forlagsboghandler, senere generalkonsul, Christian Tønsberg i Christiania (Oslo) og Maren Dorothea f. Bødtker. Sønnerne Oscar Gad (1869-1920) og Frederik Gad (1871-1956) videreførte faderens virksomhed.
G.E.C. Gad er begravet på Assistens Kirkegård.